# Synthetoceras tricornatus
Il sintetocerato (Synthetoceras tricornatus) è una specie estinta di mammifero, visse nel Miocene superiore in Nordamerica. I suoi resti sono stati reperiti negli stati del Texas e del Nebraska.

## Morfologia
S. tricornatus era lungo circa 2 metri (6 ft 7 in), ed era il più grande membro dei protoceratidi.

### Corna
S. tricornatus aveva una testa dalla forma decisamente bizzarra. Il cranio era lungo e dotato di tre corna, come suggerisce il nome specifico. Due corna erano posizionate sul retro del cranio a formare una sorta di mezzaluna, mentre un'altra era posta sul naso e aveva una curiosa forma a "Y". Quest' ultimo corno era presente solo nei maschi. Questa sorta di "fionda" era probabilmente usata nei combattimenti intraspecifici o per difendersi dai predatori quali Osteoborus, molto comuni a quel tempo nelle sterminate pianure nordamericane. Il sintetocerato, però, poteva contare anche sulle lunghissime zampe, che gli permettevano una veloce fuga se minacciato.